# Wapen van Menaldum

Wapen van Menaldum

Het wapen van Menaldum is het dorpswapen van het Nederlandse dorp Menaldum, in de Friese gemeente Waadhoeke. Het wapen werd in 2019 geregistreerd.

## Symboliek
- Eenhoorn: afkomstig van het wapen van de voormalige gemeente Menaldumadeel.[1]
- Schilddeling met kantelen: duidt op de stinsen die rond het dorp hebben gestaan.[1]
- Klaver: verwijst naar de landbouw.[1]

Ster: dit betreft een zogenaamde "leidster" welke in de Friese heraldiek verwijst naar bestuurlijk leiderschap.[2] Menaldum was de hoofdplaats van de grietenij en later gemeente Menaldumadeel.

Het wapen van Menaldumadeel.